# Erbajolo
Erbajolo é uma comuna francesa na região administrativa de Córsega, no departamento da Alta Córsega. Estende-se por uma área de 15,45 km². 